# Gramy Records
Gramy Records magyar lemezkiadó, mely különböző műfajokra: dzsessz, világzene és klasszikus zene specializálódott. Égerházi Attila alapította a céget 1999-ben. Gramy Records a Gramy Group része, és korlátolt felelősségű társaság formában működik. Nem csak lemezkiadóval, hanem hang- és filmstúdióval is rendelkezik, valamint formatervező irodaként, grafikai stúdióként, rendezvényszervező és reklámügynökségként is tevékenykednek.
Zenészek, akik készítettek felvételeket a Gramy Records-szal,  többek között:
- Djabe (magyar fúziós zene)
- Steve Hackett
- Johanna Beisteiner
- Drahos Béla
- Chester Thompson
- Ben Castle

## További információ
- Gramy Records honlapja. 2011.
- Gramy Group honlapja. 2011.